# Група Ерідана
Група Ерідан, яку іноді називають Хмарою Ерідана, — це сусіднє нещільне угруповання галактик на середній відстані приблизно 75 Mly (23 ± 2 Мпк) у сузір’ї Ерідан. Значення червоного зміщення показують, що існує приблизно 200 галактик, пов’язаних з групою, приблизно 70% з яких є спіральними та неправильними галактиками, а решта 30% – еліптичними та лінзоподібними.

## Характеристики
Концентрацію галактик в районі Ерідану вперше виявив Бейкер у 1933 році. Більш глибоке дослідження та обговорення регіону було проведено де Вокулером у 1975 році. Роботи Вілмера та ін. у 1989 році припустили, що Група конденсується з Потоку Хаббла і є помітною частиною великомасштабної системи під назвою Еридан-Форнакс-Дорадо. Група простягається приблизно на 10 Мпк і на небі обмежена лініями 3hr6' і 4hr30' прямого сходження і схилення -10° і -30°.
Галактики в групі Ерідан розподілені кількома скупченнями, і в цілому група має вигляд проміжної системи, її структура знаходиться десь між нещільною групою (наприклад, група Великої Ведмедиці) і скупченням (як скупчення Діви). Динамічні дослідження вказують на те, що група перебуває на важливому етапі своєї еволюції з уже визначеними типами наявних галактик. Це свідчить про те, що галактики, які беруть участь у формуванні багатих скупчень, уже високорозвинені, і це відкриття підтверджує аспекти теорій холодної темної матерії.
Група утворюється шляхом злиття кількох підгруп. Передбачається, що група перебуває на ранній стадії формування та демонструє велику кількість галактик раннього типу. Підгрупи, які беруть участь у злитті, включають Скупчення Печі, Скупчення Ерідана і Групу Дорадo. У деяких дослідженнях вони були розбиті на додаткові підгрупи, включаючи групу Ерідана, групу NGC 1407 і групу NGC 1332. Яскраві окремі галактики, які входять до групи, включають NGC 1407 (найяскравіша), NGC 1332, NGC 1309 і NGC 1209.
Значна популяція групи галактик типу S0 зробила її мішенню для дослідження через триваючі дебати щодо формування цього виду галактик. У досліджених підгрупах групи Ерідана було виявлено, що найяскравіша галактика часто є еліптичною або галактикою типу S0. Сучасні теорії еволюції галактик припускають, що галактики типу S0 утворюються як частина еволюційного процесу. Це означає, що був час для значної еволюції галактик у Групі, незважаючи на молодий вік самої Групи.

## Підгрупи
Термін «Група Ерідан» також застосовувався до підгрупи Хмари Ерідана. Ця група галактик знаходиться на відстані 14,2 Мпк. Відомо, що група Ерідана налічує 31 члена, дев'ять з яких перераховані в Новому загальному каталозі та два в Індексному каталозі. Найяскравішою галактикою в цій підгрупі є велика еліптична галактика NGC 1395. Ця підгрупа не зосереджена на жодній одній галактиці, і дослідження рентгенівського випромінювання цієї групи показують, що вона динамічно молода. Разом із підгрупами NGC 1407 і NGC 1332 вона бере участь у формуванні супергрупи галактик Ерідана, причому три групи, за прогнозами, згодом об’єднаються, утворивши єдине погане скупчення із загальною масою приблизно 7 × 1013 мас Сонця. Підгрупа NGC 1407 містить більшість галактик раннього типу, пов’язаних з групою Ерідана.